# お見合い相手は教え子、強気な、問題児。
『お見合い相手は教え子、強気な、問題児。』（おみあいあいてはおしえご、つよきな、もんだいじ。）は、虎井シグマによる日本の漫画作品。略称は「おみつよ」。
2015年11月から2019年3月までComicFestaにて電子コミックとして配信された。2016年には彗星社より単行本が発売されている。

## あらすじ
斉川菜乃は生徒に慕われる人気教師だが、問題児・久我宗二に手を焼いていた。そんなある日、知人の紹介でお見合いをすることになる。奥手な菜乃は当初の不安な状態から次第に打ち解けていくが、相手の正体は変装した宗二だった。

## 登場人物
声は、通常版アニメ / 完全版アニメの声優。身長・血液型・誕生日等は原作単行本カバー下による。

### 主要人物
斉川 菜乃（さいかわ なの）
声 - 本泉莉奈 / 青井美海
本作の主人公兼ヒロイン。高校教師。身長156cm、血液型はA型、3月20日生まれ。超難関校であるS大卒で、担当科目は歴史。
お嬢様結びにしたロングの茶髪が特徴な、巨乳の美人。清楚な容姿で生徒に慕われているが、恋愛には奥手。やや押しに弱い所があり、ストーカー被害にも遭っている（しかも、ストーカーから逃げた際に交通事故に遭った）。
物語中盤、宗二と肉体関係を結ぶ。
宗二が大学合格を果たした事で、教職を辞すことを決意し、塾講師に転職。原作最終回で宗二と結婚を果たした。
久我 宗二（くが そうじ）
声 - 白井悠介 / 古河徹人
菜乃の教え子。身長178cm、血液型はA型、1月29日生まれ。日常的に授業怠惰を行っている不良生徒。
両親の離婚後、母親の親権となる。
中学まではバスケ部に所属していたが、持ち前の協調性の無さから周囲から疎まれており、高校進学後も授業をサボり気味だった。
根は真面目で努力家であり、端正な美貌もあって女子からの人気は高い。
元々高校卒業後は父の会社に入るつもりだったが、菜乃との交流を経て大学進学を志す。
当初は経済学部志望だったが、菜乃が諒介の為に奮闘する姿を見て教師になる夢を抱く。そのことを知った弘宗からS大の現役合格を命じられ、脱走者が続出すると名高い「丹波受験研究ゼミナール」を自分の意思で受講。
見事現役合格を果たし、卒業式の日にクラスメイトの前で菜乃に告白。
最終回で教師となる夢を叶え、菜乃と結婚を果たした。
高宮 宗一郎（たかみや そういちろう）
声 - 新垣樽助、長谷川育美（子供） / 櫻井真人、明羽杏子(子供)
宗二の実兄。菜乃と同い年。旧姓は久我。
両親の離婚後、父親の親権となって高宮姓に改名する。身長184cm、血液型はAB型、5月11日生。
小さい頃に出会った菜乃が初恋の相手であり、今も父親共々菜乃を溺愛している。
紳士的で高潔なエリートサラリーマンで、宗二の短絡的な行動をとがめることもあるが、本心では弟のことを深く愛している。
菜乃がストーカーに狙われた際には、犯人の確保と警察への連行を行っている。
非常に下戸で、マドレーヌですら1個食べただけで倒れる。

### その他
高宮 弘宗
声 - 高橋伸也 / 本多啓吾
糸目が特徴。昔からマイペースでどこか抜けた性格。実業家。宗一郎共々菜乃を本当の娘のように溺愛しており、宗二との結婚も後押ししていた。
菜乃を養うことも鑑みて宗二が教職を志す事には異を唱え、その夢が本気か確かめるため、S大教育学部への現役合格を命じる。
才川家とは家族ぐるみで仲良しであり、若い頃の姿は宗二に瓜二つである。
久我 雪子
宗一郎と宗二の母親。下着や化粧品などを扱うメーカーの社長。
現在でも菜乃が驚くほどの美女で、大学時代は高嶺の花と呼ばれていたが、弘宗の熱烈アピールを受けて結婚した。
無理な働き方で体調を崩したことを気遣った弘宗の優しさを気まずく思い、最終的に離婚に及んでしまう。
菜乃に化粧を施している最中に過労が嵩んで倒れてしまい、弘宗とも和解している。
療養中、菜乃が宗二とデートをした際には素性がばれないように変装を施した。
才川 春人
声 - 東裕介 / あずま響介
菜乃の父。眼鏡をかけた壮年男性。大学教授。
弘宗とは高校の頃の生徒会長と副会長であり、現在でも大親友。
菜乃の母（仮称）
声 - 高橋奈津江 / 草村ケイ
娘に劣らぬ美人。元体育教師。
香山 美穂
声 - 田中貴子 / 笑美餅
宗二のクラスメイト。茶髪をお団子頭にした美少女で、菜乃のことを慕っている。
宗二に告白しようとしたが彼の真意を知り、身を引く。
正月には宮越兄妹や太一と共に初詣に行っている。下の名前は4巻の絵馬で判明。
宮越諒助
宗二のクラスのムードメーカー的存在の少年。料理人を目指している。身長183cm、血液型はA型、8月2日生まれ。
家は貧乏で、大学進学の道が閉ざされそうになったため、菜乃が奔走して事なきを得た。
菜乃には好意を抱いていたようで、恋人の存在を知った時にはショックを受けている。宗二がその恋人であることを知った際には嫉妬に駆られていたが、ストーカー騒ぎ解決後は和解した。
宮越 玲奈
諒介の妹で、小学生くらいの女の子。
兄が菜乃に誑かされていると誤解して学校に偽の密告書を出すも、諒介にバレたためただの悪戯として処理された。
深く謝罪した後に菜乃とは仲良くなった。
山田 太一
宗二のクラスメイトで、諒介の親友。サバサバした男らしい性格。身長170cm、血液型はA型。
諒介の進学騒動以降は久我も含めた3人でつるんでいる。

## 書誌情報
- 虎井シグマ『お見合い相手は教え子、強気な、問題児。』彗星社〈Clair TL Comics〉、全5巻
  1. 2016年9月18日発売、ISBN 978-4-434-22191-0
  2. 2017年4月18日発売、ISBN 978-4-434-23043-1
  3. 2017年10月18日発売、ISBN 978-4-434-23603-7
  4. 2018年6月18日発売、ISBN 978-4-434-24646-3
  5. 2019年6月18日発売、ISBN 978-4-434-25944-9

## テレビアニメ
2017年10月より12月までTOKYO MXほかにて、5分枠の短編テレビアニメとして放送された。内容は放送当時連載されていた2巻中盤までを再現しており、一部カットされたシーンもある。『僧侶と交わる色欲の夜に…』から続く、アニメZone関連作の第3弾にあたる。当作のCMにおいて、ティーンズラブアニメという肩書がはっきり示されている。
通常版と完全版で異なる声優を起用し、R-18作品となる完全版はアニメZoneで限定配信している。AT-Xで放送されるR-15版は通常版と同じ声優を使用している。

### スタッフ
- 原作 - 虎井シグマ
- 監督・シリーズ構成・脚本 - みうらさぶろう
- キャラクターデザイン・総作画監督 - びんめ
- 美術監督 - 片野坂悟一
- 色彩設計 - 小松さくら
- 撮影監督・編集 - 堀川和人
- 音響監督 - えのもとたかひろ
- 音響制作 - スタジオマウス
- アニメーション制作 - セブン
- 製作 - 久我宗二の愛の教育委員会

### 主題歌
「My One」
葉月さきによる主題歌。作詞は火ノ岡レイ、作曲・編曲は森田交一。

### 各話リスト
| 話数       | サブタイトル                                 | 絵コンテ       | 演出     | 作画監督         |
| ---------- | -------------------------------------------- | -------------- | -------- | ---------------- |
| 第一回目   | 初めての恥じらい、快感、男の瞳。             | みうらさぶろう | 前田幹太 | びんめ           |
| 第二回目   | 正体発覚、けれど止まらぬ、禁断の行為。       | みうらさぶろう | 前田幹太 | 管振宇           |
| 第三回目   | 二人きり、染まる頬と、突然の告白。           | みうらさぶろう | 前田幹太 | 九鬼竜弥         |
| 第四回目   | 兄登場に、わく独占欲と、堅い決意。           | みうらさぶろう | 前田幹太 | 角松てっぺい     |
| 第五回目   | 彼の部屋、触れ合う気持ちに、発熱する夜。     | みうらさぶろう | 前田幹太 | 宇佐美翔太       |
| 第六回目   | 一泊旅行、交わる想いと、交わるカラダ｡        | みうらさぶろう | 前田幹太 | 宇佐美翔太       |
| 第七回目   | 「我慢できない｣､今日も進路指導は､ままならず｡ | みうらさぶろう | 前田幹太 | びんめ、荒木英樹 |
| 第八回目   | 上がる息、外される眼鏡と、理性のタガ。       | みうらさぶろう | 前田幹太 | 荒巻鮭           |
| 第九回目   | 学園祭､「恋人」の登場､嫉妬の炎｡              | みうらさぶろう | 揉蔵     | 松本和志         |
| 第十回目   | 痛み、涙、それぞれの想い。                   | みうらさぶろう | 揉蔵     | 松本和志         |
| 第十一回目 | 繰り返す､｢好き｣の言葉と､甘いキス｡            | みうらさぶろう | 揉蔵     | 荒巻鮭、松本和志 |
| 第十二回目 | 婚約者は教え子、強気な、問題児。             | みうらさぶろう | 揉蔵     | びんめ           |

### 放送局
| 放送期間                 | 放送時間                     | 放送局   | 対象地域 | 備考                               |
| ------------------------ | ---------------------------- | -------- | -------- | ---------------------------------- |
| 2017年10月2日 - 12月18日 | 月曜 1:00 - 1:05（日曜深夜） | TOKYO MX | 東京都   |                                    |
| 2017年10月3日 - 12月19日 | 火曜 1:00 - 1:05（月曜深夜） | KBS京都  | 京都府   |                                    |
|                          | 火曜 1:55 - 2:00（月曜深夜） | AT-X     | 日本全域 | CS放送 / リピート放送あり          |
| 2017年10月4日 - 12月20日 | 水曜 1:55 - 2:00（火曜深夜） | AT-X     | 日本全域 | CS放送 / R-15版 / 視聴年齢制限あり |

| 配信開始日    | 配信時間       | 配信サイト | 備考                                                |
| ------------- | -------------- | ---------- | --------------------------------------------------- |
| 2017年10月2日 | 月曜 0:00 更新 | アニメZone | 『ComicFesta』サイト内 / 年齢制限のある完全版も配信 |

| TOKYO MX 月曜 1:00 - 1:05（日曜深夜） | TOKYO MX 月曜 1:00 - 1:05（日曜深夜）  | TOKYO MX 月曜 1:00 - 1:05（日曜深夜） |
| 前番組                                | 番組名                                 | 次番組                                |
| ------------------------------------- | -------------------------------------- | ------------------------------------- |
| スカートの中はケダモノでした。        | お見合い相手は教え子、強気な、問題児。 | 25歳の女子高生                        |